# Шуа Гора
Шуа Гора (груз. შუა გორა) — село в Грузії.
За даними перепису населення 2014 року в селі проживає 898 осіб.